# Vol PenAir 3296
Le 17 octobre 2019, un Saab 2000 assurant le vol PenAir 3296 (commercialisé sous le nom de vol Alaska Airlines 3296 dans le cadre d'un accord de partage de code avec Alaska Airlines), un vol intérieur régulier reliant Anchorage à Unalaska, en Alaska, aux États-Unis, est sorti de la piste après avoir atterri à son aéroport de destination, à 17 h 40 heure locale. 
Sur les 42 passagers et membres d'équipage à bord, un passager a été mortellement blessé lorsqu'une pale d'hélice a pénétré dans le fuselage, un a été grièvement blessé et dix ont subi des blessures mineures. L'avion de 24 ans a été considérablement endommagé lors de l'accident et a été retiré du service. 
Il s'agit du premier accident aérien mortel impliquant un Saab 2000, depuis la mise en service de ce modèle d'avion en 1994.

## Avion et équipage

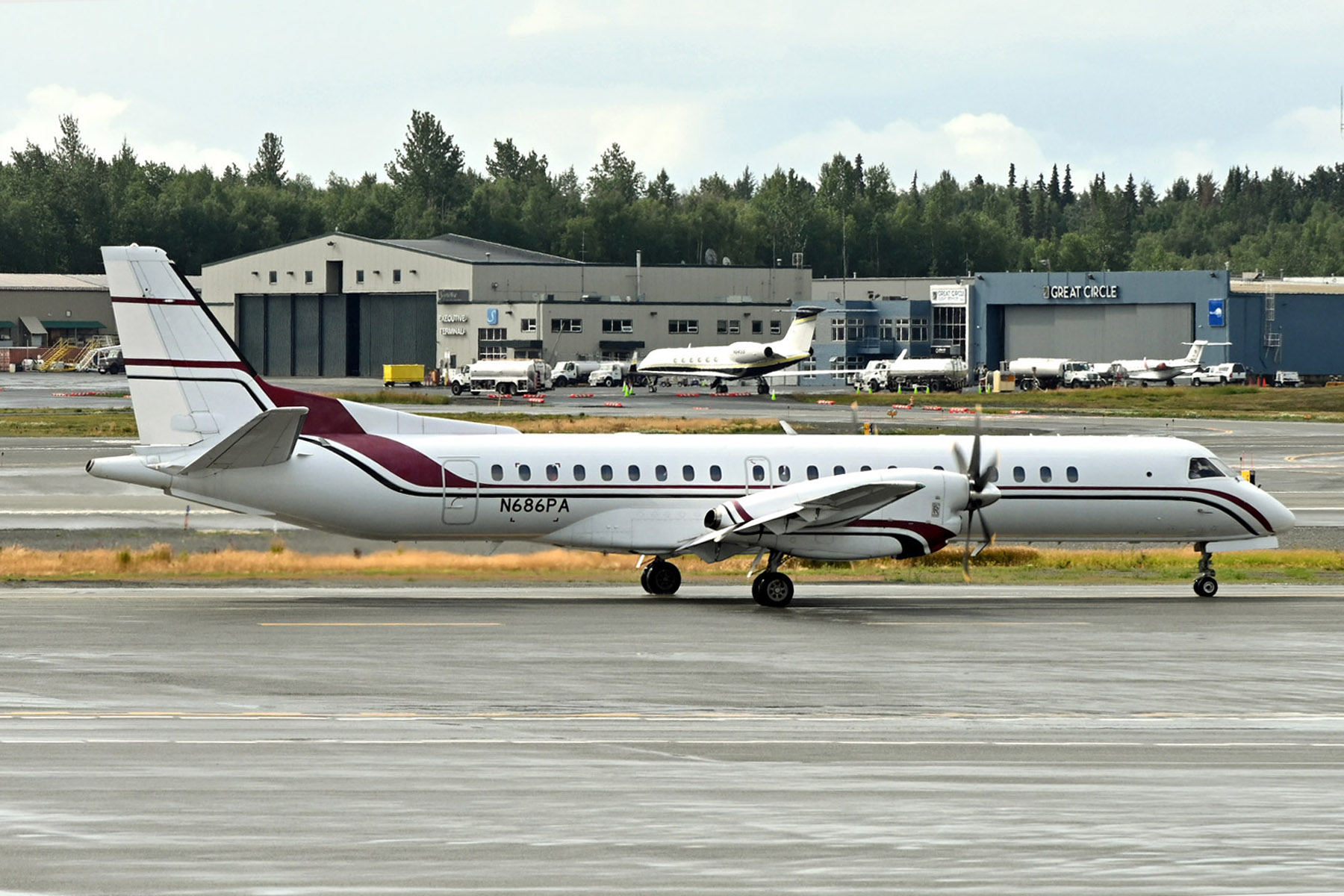
N686PA, le Saab 2000 impliqué, ici photographié trois mois avant l'accident

L'appareil impliqué dans l'accident était un Saab 2000 immatriculé N686PA, qui avait effectué son tout premier vol le 9 avril 1995 et, avant de servir chez PenAir, avait opéré au sein de plusieurs compagnies aérienne, dont Air Vanuatu, Macair Airlines et Air Marshall Islands. Il était propulsé par deux turbopropulseurs de type Rolls-Royce AE 2100A.
Il y avait un équipage de trois personnes à bord, composé d'un commandant de bord, d'un copilote et d'un agent de bord. 
Le commandant de bord Paul Wells (56 ans) avait environ 20 000 heures de vol à son actif, dont seulement 101 heures sur le Saab 2000, tandis que le copilote Justin Lunn (39 ans) totalisait 1 446 heures de vol, dont 147 heures aux commandes d'un Saab 2000.

## Accident
Le jour de l'accident, le vol 3296 a décollé d'Anchorage à 15 h 15 AST et devait atterrir à Unalaska, dans les îles Aléoutiennes, deux heures et 15 minutes plus tard. En descendant vers Unalaska, l'équipage a reçu l'autorisation d'effectuer une approche RNAV sur la piste 13, une piste de 4 501 pieds de long (1 372 m). Alors que l'avion s'approchait de l'aéroport, le vent est passé de 210 degrés à 8 nœuds (4,1 m/s) à 180 degrés à 7 nœuds (3,6 m/s), mais a été signalé à 270 degrés à 10 nœuds (5,1 m/s). 
L'approche est alors devenu instable et une remise de gaz a été exécutée. L'avion est alors revenu pour une approche à vue sur la piste 13. La vitesse du vent a augmenté et le contrôleur a signalé que les vents étaient de 300 degrés à 24 nœuds (12 m/s). L'équipage décide de poursuivre l'atterrissage et se pose à 17 h 40. 
Le vol 3296 a atterri à 1 001 pi (305 m) sur la piste 13, avec des commandes de poussée inverse et de freinage des roues par le commandant de bord. Lorsque l'avion a atteint 80 nœuds (150 km/h), le freinage maximal a été appliqué. Comme un dépassement était imminent, les pilotes ont dirigé l'avion à droite pour éviter d'aller dans l'eau au-delà de l'extrémité de piste. 
Les tentatives d'arrêt sur la surface de piste pavée ont échoué, et l'avion a traversé une section d'herbe, puis a franchi une clôture de périmètre et a traversé un fossé. L'appareil a ensuite heurté un gros rocher, qui a brisé le train d'atterrissage gauche, puis a traversé une voie publique et s'est finalement immobilisé au bord de l'eau. 

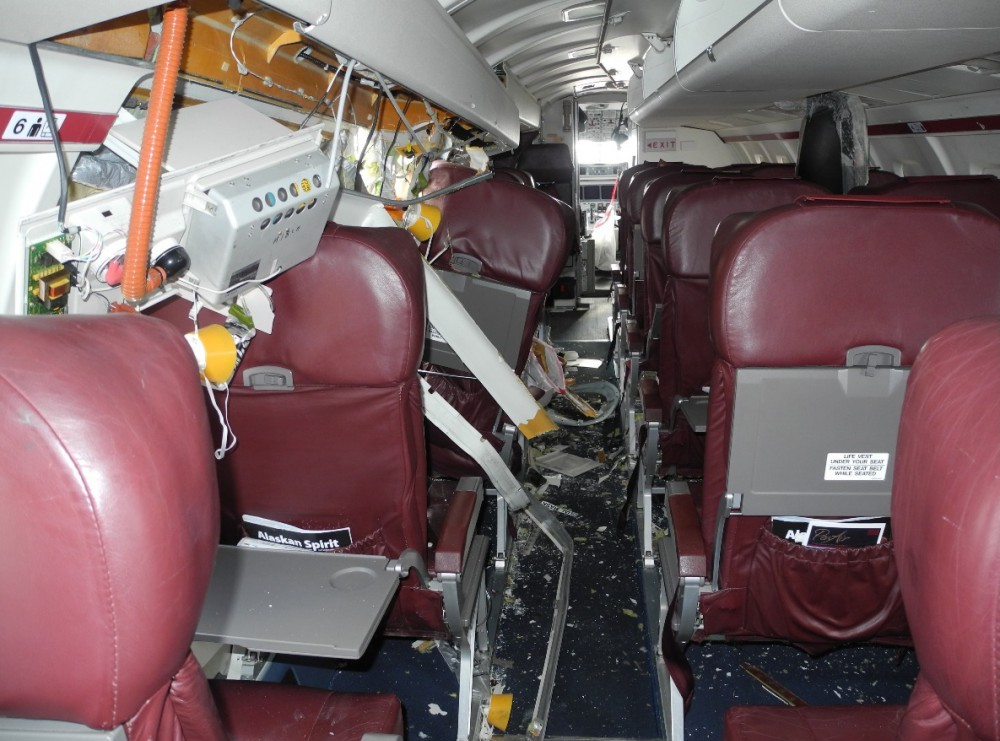
L'intérieur du fuselage de l'avion après l'accident

L'aile bâbord (gauche) a également heurté un panneau de signalisation, ce qui a fait éclater l'hélice bâbord, envoyant des débris et de gros morceaux de la pale de l'hélice dans le fuselage. L'une des pales a été retrouvée à l'intérieur de la cabine. 
Deux passagers ont été grièvement blessés et 10 autres ont dû recevoir des soins médicaux. L'un des passagers grièvement blessés, identifié comme David Allan Oltman (38 ans), est décédé un jour plus tard,.

## Enquête
Le jour de l'accident, le Conseil national de la sécurité des transports (NTSB) a ouvert une enquête. Deux ans plus tard, le 2 novembre 2021, le rapport final a été publié, qui indiquait que l'accident avait été causé par le câblage incorrect, par le fabricant du train d'atterrissage, des faisceaux du transducteur de vitesse de roue sur le train d'atterrissage principal gauche pendant la révision de maintenance, ce qui a provoqué un dysfonctionnement du système anti-blocage des roues de l'avion. 
La conception des faisceaux de câbles de Saab, la Federal Aviation Administration (FAA) autorisant l'aéroport d'Unalaska à exploiter le Saab 2000 sans prendre en considération l'aire de sécurité d'extrémité de piste (en) en premier lieu, et la décision de l'équipage d'atterrir avec un vent arrière qui dépassait les limites fixées par Saab, ce que le NTSB a qualifié comme inapproprié, ont également été des facteurs contributifs dans l'accident.

## Médias
L'accident a fait l'objet d'un épisode dans la série télévisée Air Crash nommé « Cauchemar en Alaska » (saison 24 - épisode 2).